# Rowland (cràter)

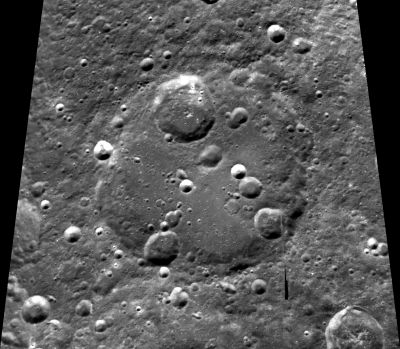
Fotografia de la missió Clementine (1994)

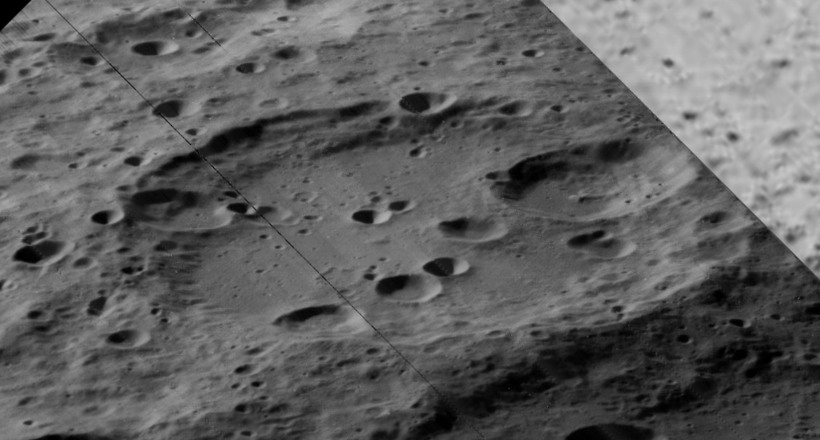
Imatge obliqua de la missió Lunar Orbiter 5, mirant al nord-oest

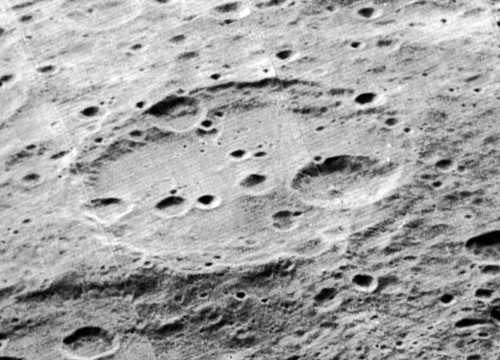
una altra vista obliqua des de la Lunar Orbiter 5, mirant a l'oest

Rowland és un gran cràter d'impacte que es troba en la part nord de la cara oculta de la Lluna. És una antiga formació, desgastada i recoberta per una sèrie de petits cràters. El més notable d'aquests és Rowland Y, que està unit a la paret interior en l'en el seu sector nord-nord-oest. Altres cràters més petits també estan units a la paret interior en el sud-est i al sud-sud-oest, on es troba Rowland N. Rowland C forma un doble cràter amb una formació més petita en forma de bol en la part est de la planta.

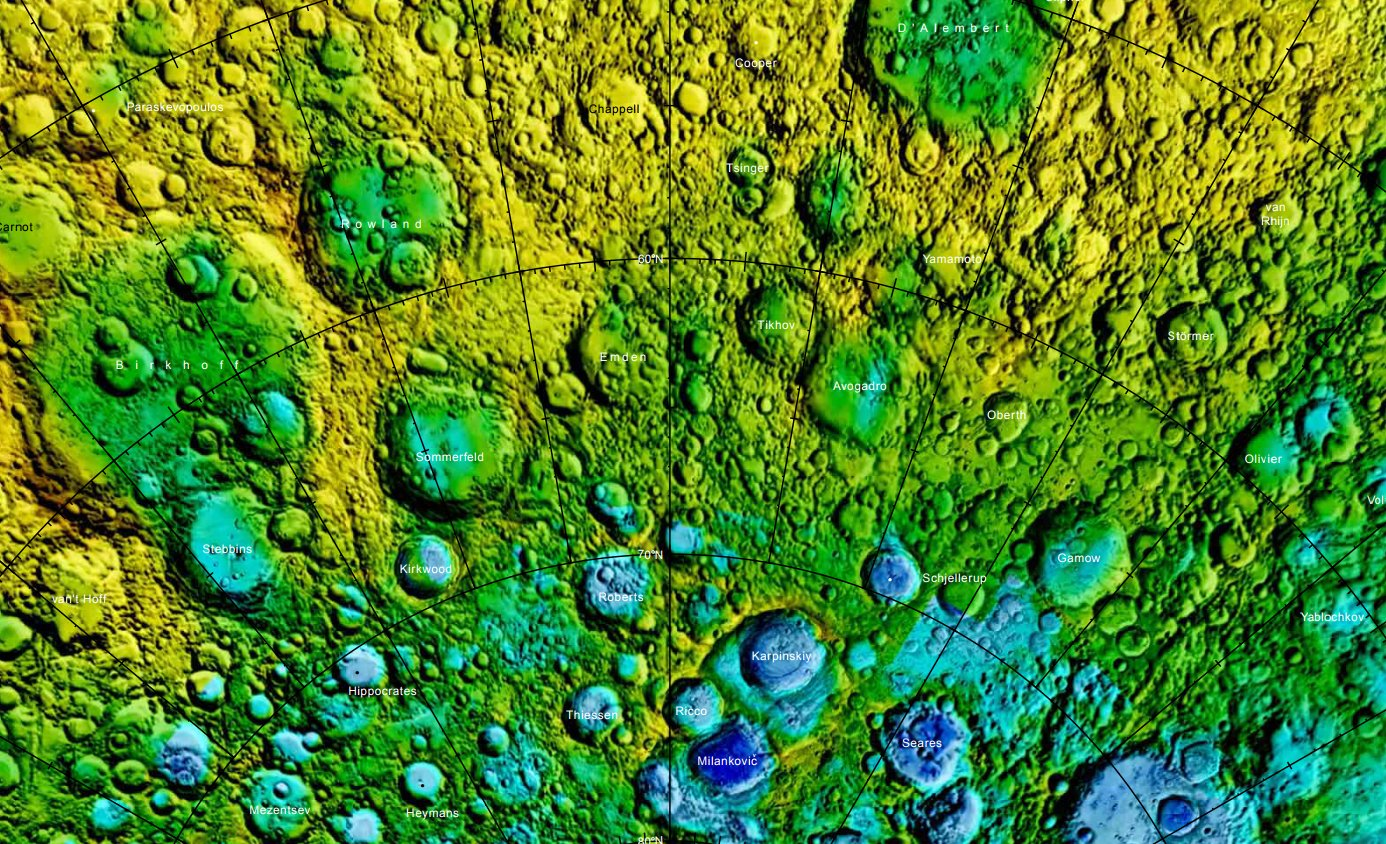
Localització de Rowland (centre del quadrant superior esquerre)

La paret exterior de Rowland s'ha arrodonida per una llarga història d'impactes menors, deixant el brocal un poc irregular i rugós. La part superior de la vora s'ha desgastada fins a gairebé desaparèixer al nivell del terreny circumdant, convertint al cràter en una depressió circular en la superfície. Encara s'hi poden apreciar les restes del terraplenat en alguns llocs, particularment en la paret interior a l'est i al sud-est.
Al costat de la part exterior de la vora oriental es troba l'enorme plana emmurallada del cràter Birkhoff, una formació encara més antiga i més desgastada. Al nord de Rowland, a poc més d'un diàmetre de distància, es localitza Sommerfeld. A l'oest-sud-oest apareix Chappell, un cràter més petit.

## Cràters satèl·lit
Per convenció aquests elements són identificats en els mapes lunars posant la lletra en el costat del punt mitjà del cràter que està més prop de Rowland.
|         | \| Rowland \| Coordenades \| Diàmetre \| \| ------- \| -------------------------------------- \| -------- \| \| G \| 57° 00′ N, 159° 24′ O / 57.0°N,159.4°O \| 18 km \| \| J \| 53° 06′ N, 155° 30′ O / 53.1°N,155.5°O \| 49 km \| \| K \| 51° 24′ N, 157° 06′ O / 51.4°N,157.1°O \| 25 km \| \| M \| 51° 54′ N, 162° 24′ O / 51.9°N,162.4°O \| 58 km \| \| N \| 55° 24′ N, 163° 42′ O / 55.4°N,163.7°O \| 30 km \| \| R \| 53° 42′ N, 169° 30′ O / 53.7°N,169.5°O \| 24 km \| \| Y \| 59° 06′ N, 163° 00′ O / 59.1°N,163.0°O \| 54 km \| |          |
| Rowland | Coordenades | Diàmetre |
| G       | 57° 00′ N, 159° 24′ O / 57.0°N,159.4°O | 18 km    |
| J       | 53° 06′ N, 155° 30′ O / 53.1°N,155.5°O | 49 km    |
| K       | 51° 24′ N, 157° 06′ O / 51.4°N,157.1°O | 25 km    |
| M       | 51° 54′ N, 162° 24′ O / 51.9°N,162.4°O | 58 km    |
| N       | 55° 24′ N, 163° 42′ O / 55.4°N,163.7°O | 30 km    |
| R       | 53° 42′ N, 169° 30′ O / 53.7°N,169.5°O | 24 km    |
| Y       | 59° 06′ N, 163° 00′ O / 59.1°N,163.0°O | 54 km    |